# Gnatholepis caudimaculata
Gnatholepis caudimaculata is een straalvinnige vissensoort uit de familie van de grondels (Gobiidae). De wetenschappelijke naam van de soort is voor het eerst geldig gepubliceerd in 2012 door Larson & Buckle.